# Fischerdamm (Parchim)

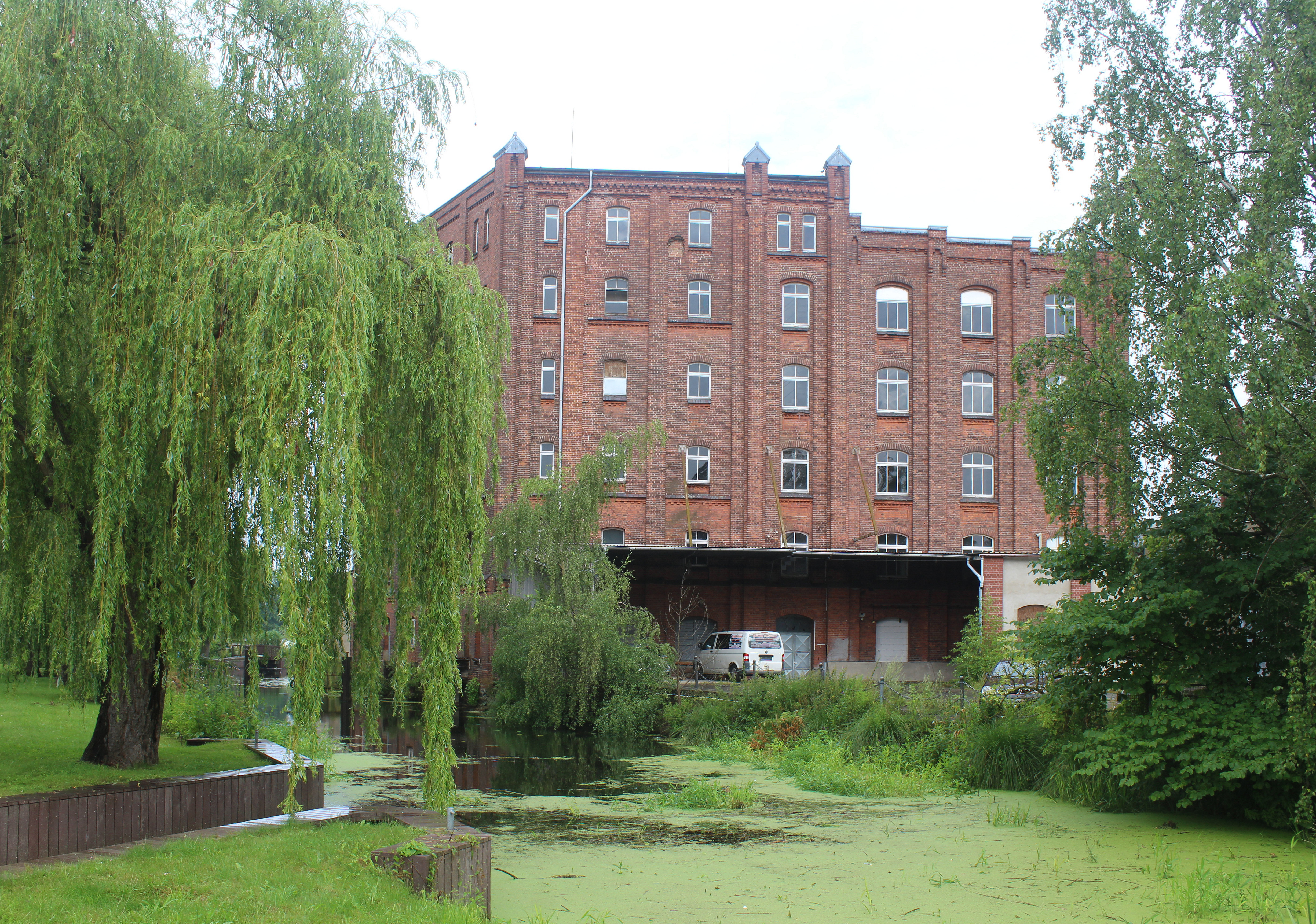
Nr. 3: Mühle

Der historische Fischerdamm in Parchim führt in der östlichen Altstadt in West-Ost-Richtung von der Mühlenstraße zu den Straßen Moltkeplatz und Am Mühlenberg.

## Nebenstraßen

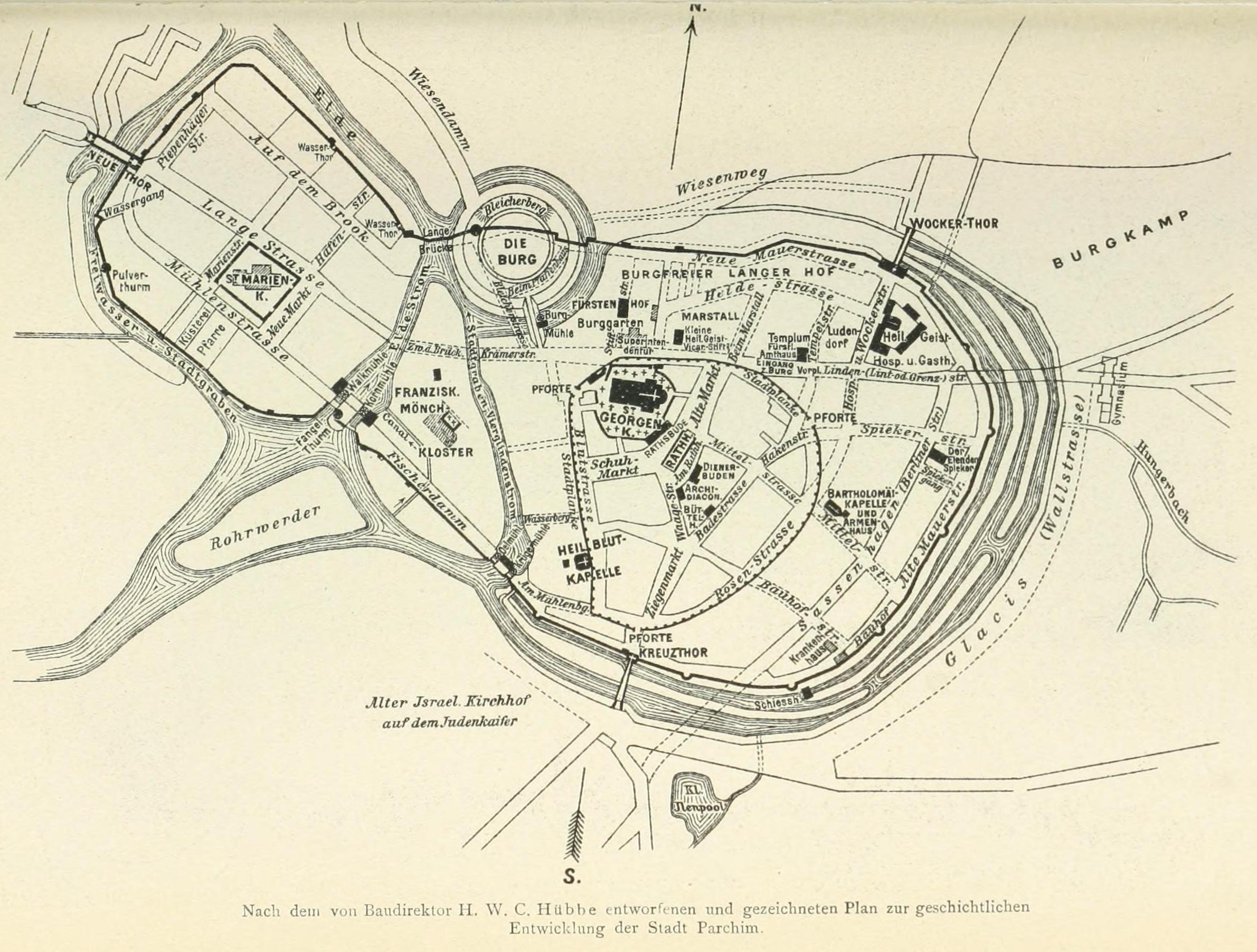
Parchim im Mittelalter

Die Nebenstraßen und Anschlussstraßen wurden benannt als Mühlenstraße nach den früheren Mühlen, Mönchhof nach dem einst wüsten Platz im Franziskanerkloster Parchim von um 1260 bis 1553, Am Fischerdamm, Werner-Cords-Weg nach dem Architekten und Hochschullehrer (1886–1954), Moltkeplatz nach dem in Parchim geborenen Generalfeldmarschall Helmuth von Moltke (1800–1891) und Am Mühlenberg nach zwei früheren Mühlen.

## Geschichte

### Name
Die Straße wurde nach einem Damm vom wahrscheinlich 13. Jahrhundert am Nebenarm der Elde benannt, der dazu diente, Wasser für die Wassermühlen aufzustauen und das Land für eine Bebauung trockenzulegen.

### Entwicklung

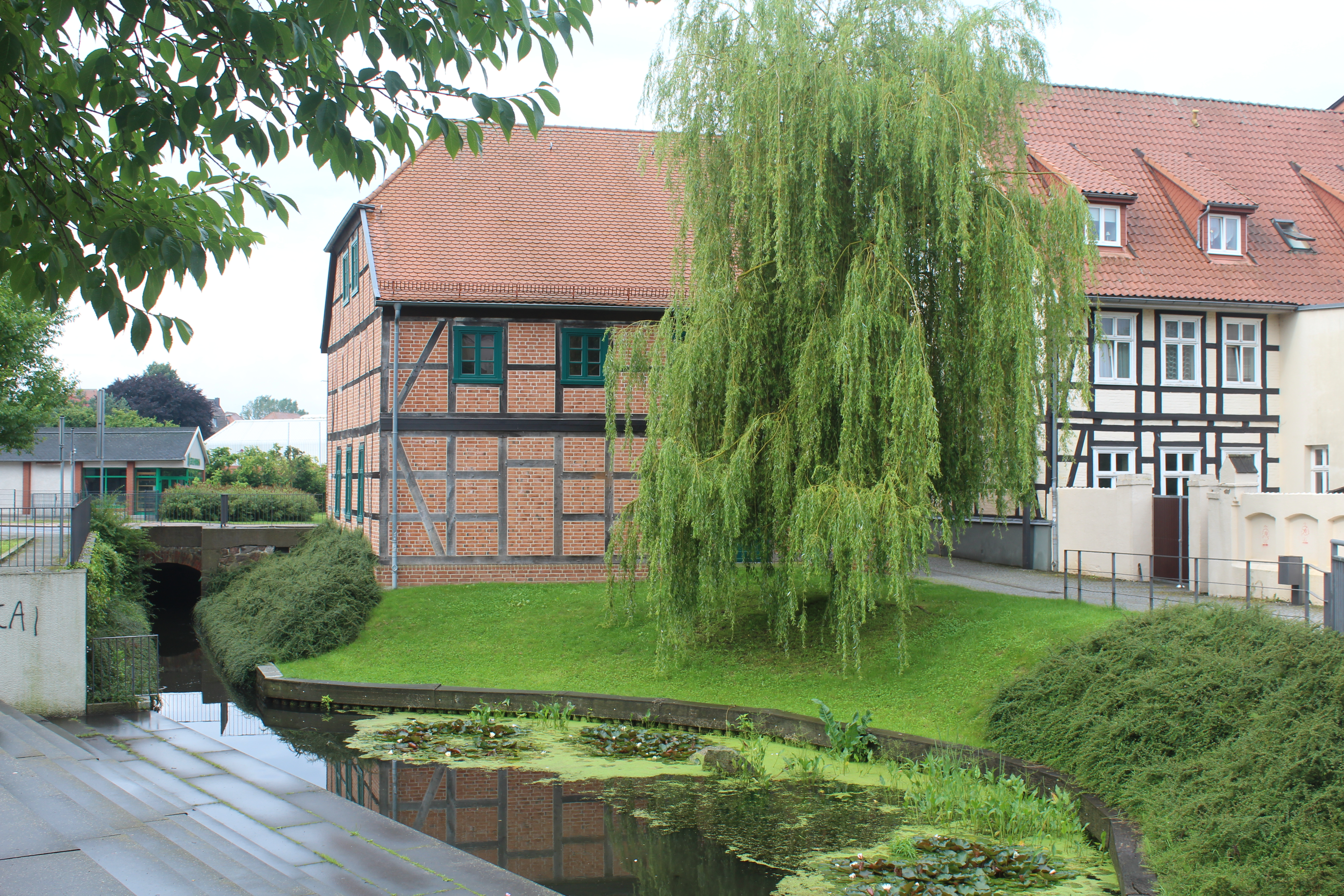
Nr. 13 und 11a

Im Frühmittelalter bestand eine slawische Siedlung. 1170 wurde die Burg erwähnt, in der von 1238 bis 1248 der Landesfürst residierte. 1282 schlossen sich die alte Stadt und die Neustadt von 1240 zusammen. 1289 brannte ein Teil der Altstadt ab. 1612 vernichtete ein weiterer Brand große Teile der Stadt. Südlich vom Fischerdamm lag das unbebaute Rohrwerder und die Elde teilte sich in vier Arme als west- und östlicher Stadtgraben und als mittiger Eldestrom mit einer Walkmühle und dem Fangelturm an der Stadtmauer sowie dem östlichen Vierglindenstrom mit der Oel- und der Krügermühle.
Die industrielle Elde-Mühle von 1858 und um 1860 erhielt 1897 einen Neubau.
Ab 1991 wurde die historische Altstadt und so auch die Straße und ihre Häuser im Rahmen der Städtebauförderung saniert. Die Elde-Mühle im Quartier Auf dem Brook wurde um 2007 geschlossen und das Gebäude um 2010/11 an den Landkreis verkauft. Die Planung für eine Kulturmühle erfolgte 2019/2020.

## Gebäude, Anlagen (Auswahl)
An der Straße stehen zumeist zwei- und dreigeschossige Häuser. Die mit (D) gekennzeichneten Häuser stehen unter Denkmalschutz.
- Brücke über den Nebenarm der hier geteilten Elde
- Wasserwanderrastplatz im Hafen Parchim Fischerdamm
- Nr. 1: 2-gesch. Haus mit Gewerbenutzung
- Früheres Müllerhaus Parchim, 1929 zeitweise mit Klassenräumen (abgerissen)
- Spielplatz; früher Standort einer Jugendherberge[4]
- Nr. 2–3: 3- bis 5-gesch. ehem. verklinkerte Elde-Mühle von 1897 (D), 1858 baute Mencke als Pächter der städtischen Kornmühle gegenüber der Wassermühle ein Getreidesilo und danach um 1860 eine Dampfmühle, die später abbrannten, 1897 Neubau, 1947 verstaatlicht, 1993 privatisiert und modernisiert, um 2008 geschlossen und verkauft, 2010 Ausbau der Technik, Weiterverkauf des Gebäudes an den Landkreis und Umbauplanung als Spielstätte Junges Staatstheater für das Mecklenburgische Landestheater als Kulturmühle mit einem 4-gesch. Neubau nach Plänen vom Architektenbüro D/Form, Berlin.[5]
- Nr. 4: 2-gesch. Haus (D) am Hafen, heute mit Gaststätte/Disco Irish Pub
- Nr. 7: 2-gesch. Wohnhaus (D)
- Nr. 8: 2-gesch. Wohnhaus (D)
- Nr. 11a: 2-gesch. Fachwerkhaus, Tagesstätte Lewitz-Werkstätten
- Nr. 13: 2-gesch. Wohn- und Geschäftshaus (mit Parteibüros) (D), Fachwerkhaus mit Krüppelwalmdach, verputzte Straßenfassade
- Nr. 14: 2-gesch. Wohnhaus mit Dachhaus, saniert um 2008
- Nr. 39: 2-gesch. verputztes Wohnhaus (D), Erdgeschoss mit Mauerwerk aus glatten Steinquadern
- Nr. 40: 2-gesch. Wohnhaus (D)

Nachrichtlich:
- Parkplatz Fischerdamm
- Mühlenstraße Nr. 31: Gebäude mit der Hafenterrasse
- Mönchhof Nr. 6: 3-gesch. verklinkerte Fritz-Reuter-Schule von 1892 im Stil der Gründerzeit mit zwei seitlichen Giebeltrakten und dem Mittelteil sowie einem Giebelrisalit als Eingang und dem markanten Gesims sowie 2-gesch. Neubau von um 2012/13
- Mönchhof Nr. 7: 3-gesch. verputzte und verklinkerte Adolf-Diesterweg-Schule Parchim, 1873 als 2-gesch. Mittelschule errichtet (Schüler war hier Rudolf Tarnow), 1909 Aufstockung, Turnhalle von 1926, ab 1946 Grundschule, 1949 benannt nach dem Pädagogen Adolph Diesterweg (1790–1866), aktuell (2020) mit 212 Schülern in neun Klassen[6], 3-gesch. Neubau von um 2014/15 als Hort
- Blick auf den Neubau des Stadthauses Blutstraße 5
- Park mit Moltkedenkmal von 1876